# Agência Espanhola de Cooperação Internacional para o Desenvolvimento

Logo de AECID.

A Agência Espanhola de Cooperação Internacional para o Desenvolvimento (AECID) é uma Agência Estatal de Espanha, criada em Novembro de 1988 como órgão de gestão da política espanhola de cooperação internacional para o desenvolvimento. Originalmente designada Agência Espanhola de Cooperação Internacional (AECI), viu o seu estatuto reformado e o seu nome alterado para o actual pelo Real Decreto 1403/2007, de 26 de Outubro.
A AECID é uma entidade de Direito Público vinculada ao Ministério de Negócios Estrangeiros e de Cooperação através da Secretaria de Estado de Cooperação Internacional e para a Iber-América (SECIPI). A Agência é responsável pela concepção, implementação e gestão dos projectos e programas de cooperação para o desenvolvimento, quer directamente, com recursos próprios, quer através da colaboração com outras instituições nacionais e internacionais e organizações não governamentais.

## Funções

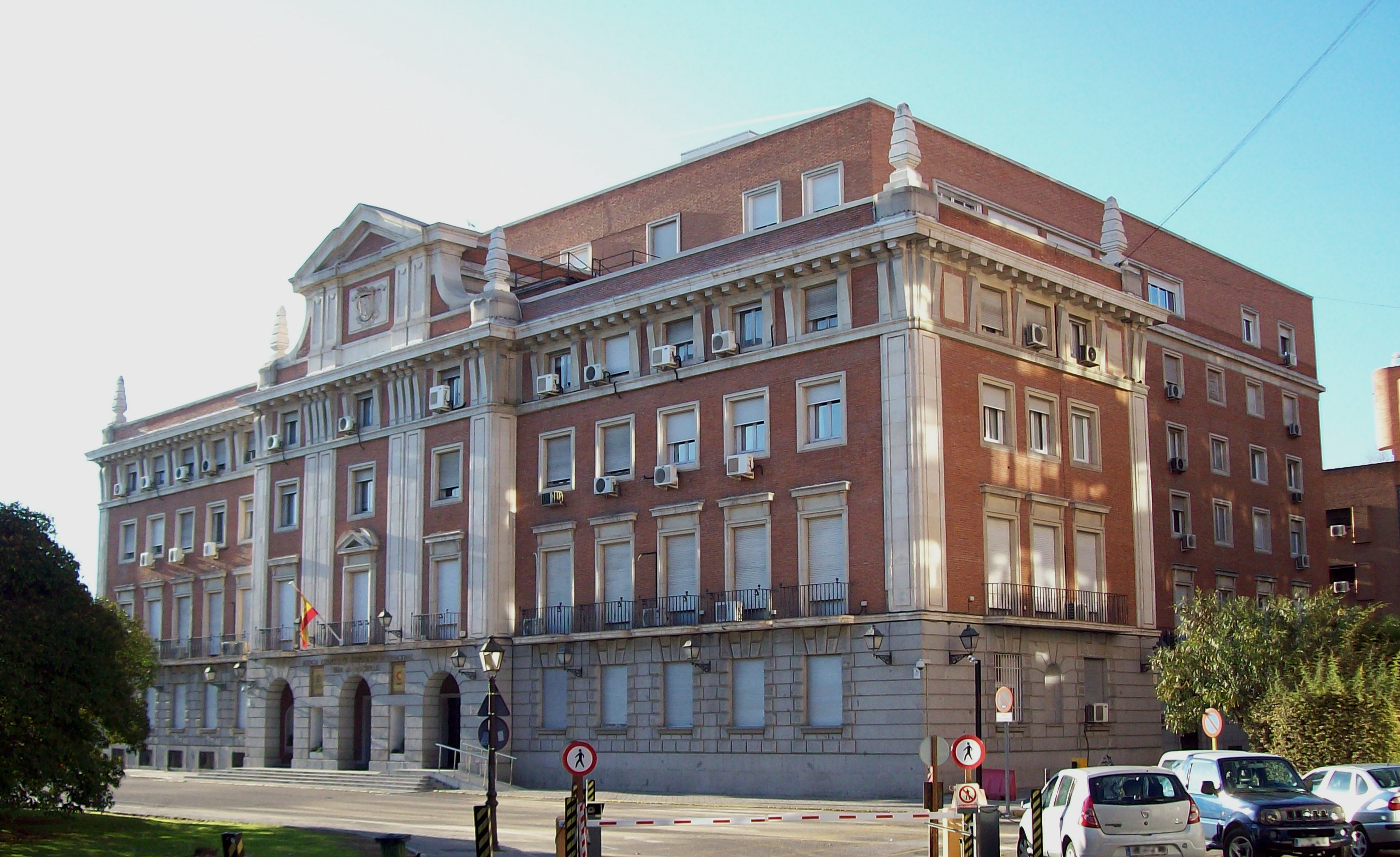
Sede de AECID en Madrid.

As funções da AECID estão descritas no seu Estatuto. Nos termos do Contrato de Gestão em vigor, a Agência é responsável pela concepção e implementação dos programas e projetos de cooperação para o desenvolvimento e pela Acção Humanitária no exterior, como único interveniente ou em conjunto com outras Agências de Cooperação. Outra função é a concertação de políticas de desenvolvimento com os órgãos da Administração Geral do Estado e com outras agências e organismos bi e multilaterais, especialmente no seio da União Europeia e do sistema das Nações Unidas. A AECID tem também funções representativas em assuntos da sua competência, promove atividades de cooperação de outras instituições, e é responsável pela elaboração e divulgação de estudos relevantes para o desenvolvimento e pela execução das funções e competências do Ministério de Negócios Estrangeiros e Cooperação em matéria de promoção e desenvolvimento de relações culturais e científicas com outros países.

## Antecedentes
A Agência Espanhola de Cooperação Internacional para o Desenvolvimento (AECID) foi criada pelo Real Decreto 1527/1988, de 11 de Novembro, através da integração de diversos organismos autónomos e outras unidades orgânicas do Ministério dos Negócios Estrangeiros. A última reestruturação ocorreu em 2001, com a incorporação da Direcção-Geral de Relações Culturais e Científicas. As origens do organismo remontam ao ano 1946 com a fundação do Instituto de Cultura Hispânica. A primeira mudança significativa na sua estrutura ocorreu em 1976, com a criação de uma Presidência como órgão supremo. Em 1977 sofreu a primeira reestruturação e passou a designar-se: Centro Iberamericano de Cooperação, com novas funções e atribuições Em matéria de cooperação. A partir de então o termo cooperação foi o distintivo de toda a actividade do organismo.
Do período inicial, anos 1940/50, datam a Biblioteca Hispânica e o selo das Edições de Cultura Hispânica. Ambos desempenharam um intenso e importante trabalho de disseminação da cultura espanhola como testemunham os seus fundos e catálogos. Antes do nascimento da AECI, este fecundo trabalho seria ampliado com a incorporação da Biblioteca Islâmica “Félix María Pareja”. Em 1954 foi inaugurada a sede do Colégio Maior "Nossa Senhora de Guadalupe", fundação do Instituto de Cultura Hispânica destinado a albergar estudantes universitários oriundo dos países ibero-americanos e espanhóis; esta instituição complementa a política de bolsas do organismo para a formação superior dos futuros dirigentes e profissionais daqueles países, mantendo-se ininterruptamente até ao presente. Muito posteriormente, com a AECI, juntar-se-ia o Colégio Maior "Nossa Senhora de África". Actualmente ambos são regidos pela Fundação Colégios Maiores e presididos pela Secretaria de Estado de Cooperação Internacional e para a Ibero-América.
O Instituto Hispano-Árabe de Cultura (IHAC), que vinha desenvolvendo o seu trabalho desde 1954 e seria dotado de estrutura legal e operativa pela Lei de 13 de Fevereiro de 1974, também como órgão autónomo do Ministério dos Negócios Estrangeiros, a Comissão Nacional e o Gabinete de Cooperação com a Guiné Equatorial (1981), são outras entidades que se consolidam e integram na AECI no momento da sua criação.
Em 1977 o Instituto de Cultura Hispânica passou a denominar-se Centro Ibero-Americano de Cooperação (CIC), com uma grande reforma na sua estrutura orgânica básica, composta por Presidente e Director General, e a criação de novas unidades organizacionais: Documentação, Planificação e Investigação, Cooperação Cultural, Cooperação Económica e Cooperação Tecnológica e Industrial; o que demonstra uma clara orientação à cooperação para o desenvolvimento. O nome não duraria muito tempo, pois, em 1979, o Organismo passa a chamar-se Instituto de Cooperação Ibero-Americana (ICI), ao mesmo tempo que se estabelece como finalidade essencial do mesmo a cooperação espanhola com a América Latina. Devido a esta reorganização foram suprimidas da Agencia instituições a ela ligadas desde a sua criação como: associações, centros e Institutos de Cultura Hispânica na América Latina.
Em 1985, é aprovada uma nova estrutura orgânica do Ministério de Negócios Estrangeiros, que implica a criação da Secretaria de Estado para a Cooperação Internacional e para a Ibero-América (SECIPI), à qual são adscritos os organismos autónomos: Instituto de Cooperação Ibero-América e Instituto Hispano-árabe de Cultura e ficando dependente do seu titular as Direcções Gerais de Relações Culturais, Cooperação Técnica Internacional e de Relações Económicas Internacionais, além do Gabinete e Comissão Nacional de Cooperação com a Guiné Equatorial.

## Estrutura
Para fazer este trabalho a AECID tem uma estrutura exterior muito ampla, composta por Escritórios Técnicos de Cooperação, Rede de Centros Culturais e Centros de Formação, situados nos países onde a Agência leva a cabo os seus principais Proyectos de cooperação. As áreas prioritárias para a cooperação Española estão estabelecidas no Plano Director 2013‐2016. A AECID também assume as competências do MAEC no campo da acção cultural exterior. Os instrumentos para desempenhar as funções e deveres atribuídas à AECID têm como base principal o Plano Director da Cooperação Espanhola, o Plano Anual da Cooperação Internacional e as Estratégias sectoriais e dos países, bem como os acordos com entidades e organismos públicos e privados, acrescentando-se, mais recentemente, a abordagem dos Objectivos do Milénio (ODM), aprovados pelas Nações Unidas.

## Organigrama
- Presidente
- Vice-presidente
- Consejo Directivo/Comissão Permanente
- Comissão de Controle
- Conselho Consultivo

- Diretor

- Direção de Cooperação para América Latina e o Caribe
- Direção de Cooperação com África e Ásia.
- Direção de Relações Culturais e Científicas
- Direção de Cooperação Multilateral, Horizontal e Financeira
- Secretaria-geral
- Escritório de Acção Humanitária

## Presidentes da AECID
| Período                 | Presidente                       | Período                  | Presidente                       |
| ----------------------- | -------------------------------- | ------------------------ | -------------------------------- |
| (13/01/1989—29/04/1991) | Fernando Martín-Valenzuela Marzo | (03/05/1991—17/09/1993)  | Alfonso Fidel Carbajo Isla       |
| (17/09/1993—17/05/1996) | Ana María Ruiz-Tagle Morales     | (18/05/1996—05/05/2000)  | Fernando María Villalonga Campos |
| (05/05/2000—19/04/2004) | Miguel Ángel Cortés Martín       | (19/04/2004—11/07/2008)  | Leire Pajín Iraola               |
| (11/07/2008—23/12/2011) | Soraya Rodríguez Ramos           | (05/01/2012—actualidade) | Jesús Manuel Gracia Aldaz        |

## Vice-presidentes da AECID
| Periodo                  | Vice-presidente       | Período | Vice-presidente |
| ------------------------ | --------------------- | ------- | --------------- |
| (23/01/2012—actualidade) | Gonzalo Robles Orozco |         |                 |

## Directores da AECID
| Período                 | Director                                     | Período                  | Director                |
| ----------------------- | -------------------------------------------- | ------------------------ | ----------------------- |
| (11/02/2008—27/03/2009) | Juan Pablo de Laiglesia y González de Peredo | (27/03/2009—12/11/2010)  | Elena Madrazo Hegewisch |
| (12/11/2010—19/01/2012) | Francisco Moza Zapatero                      | (19/01/2012—actualidade) | Juan López-Dóriga Pérez |

## Estrutura Exterior da AECID
Unidades de Cooperação no Exterior:
- Escritórios Técnicos de Cooperação
- Centros Culturais
- Centros de Formação

## Escritórios Técnicos de Cooperação
| Angola     | Costa Rica           | Egito            | Haiti     | Marrocos   | Níger       | Senegal  |
| Argélia    | Colombia             | Etiópia          | Honduras  | Mauritânia | Panamá      |          |
| Bolívia    | Cuba                 | Filipinas        | Jerusalém | México     | Paraguai    | Uruguai  |
| Brasil     | República Dominicana | Guatemala        | Jordânia  | Moçambique | Perú        |          |
| Cabo Verde | Equador              | Guiné Equatorial | Mali      | Namíbia    | El Salvador | Vietname |
| ---------- | -------------------- | ---------------- | --------- | ---------- | ----------- | -------- |

## Centros Culturais
| Argentina | Costa Rica           | Guiné Equatorial (Bata)   | Honduras | Paraguai | El Salvador |
| Chile     | República Dominicana | Guiné Equatorial (Malabo) | México   | Perú     | Uruguai     |
| --------- | -------------------- | ------------------------- | -------- | -------- | ----------- |

## Centros de Formação
| Bolívia | Colômbia | Guatemala | Uruguai |
| ------- | -------- | --------- | ------- |

## Ligação externa
- Página oficial da agência
- Página oficial do Centro Cultural de Espanha em Tegucigalpa, da AECID

## Referencias
O conteúdo deste artigo incorpora informação procedente de:
- Página Web da Agência Espanhola de Cooperação Internacional para o Desenvolvimento: http://www.aecid.es/es/
- e da seguinte legislação, publicada no Boletim Oficial do Estado Boletín Oficial del Estado[ligação inativa]:
  - Real Decreto 1403/2007 de 26 de Outubro, que aprova o Estatuto da Agência Espanhola de Cooperação Internacional para o Desenvolvimento.
  - Ordem AEC/2426/2012, de 23 de Outubro, que suprime determinados órgãos da Agência Espanhola de Cooperação Internacional para o Desenvolvimento.